# Lamelloporus americanus
Lamelloporus americanus är en svampart som beskrevs av Ryvarden 1987. Lamelloporus americanus ingår i släktet Lamelloporus och familjen Meruliaceae.   Inga underarter finns listade i Catalogue of Life.